# Église Sainte-Marguerite de Geispolsheim
L'église Sainte-Marguerite est une architecture classique datant de la fin du XVIIIe siècle située à Geispolsheim, dans le département français du Bas-Rhin. Elle est monument historique depuis 1990.

## Localisation
Cette architecture est située place Sainte-Marguerite à Geispolsheim.

## Historique
L'édifice fait l'objet d'une inscription au titre des monuments historiques depuis 1990.

## Architecture

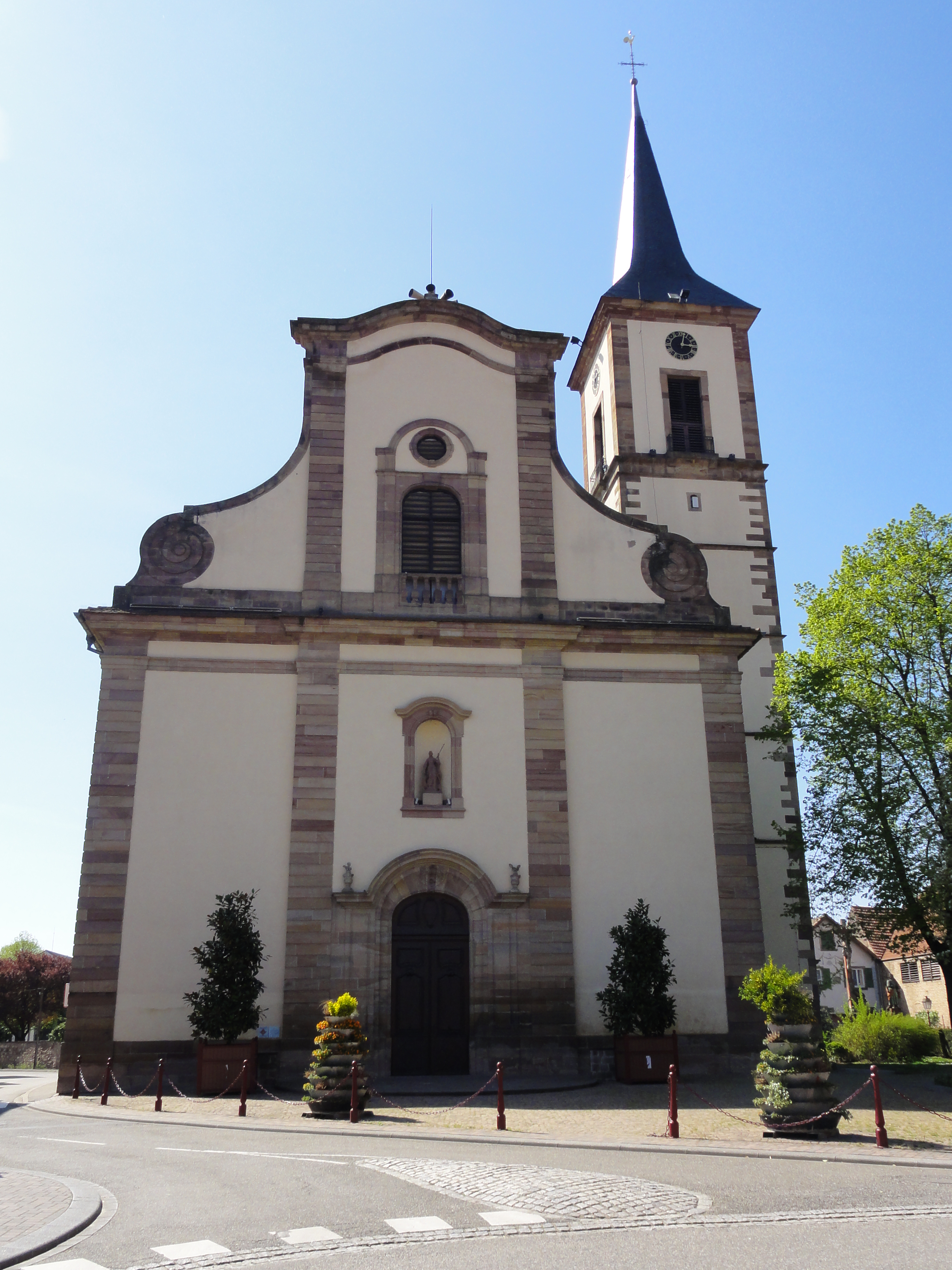
Église Sainte-Marguerite
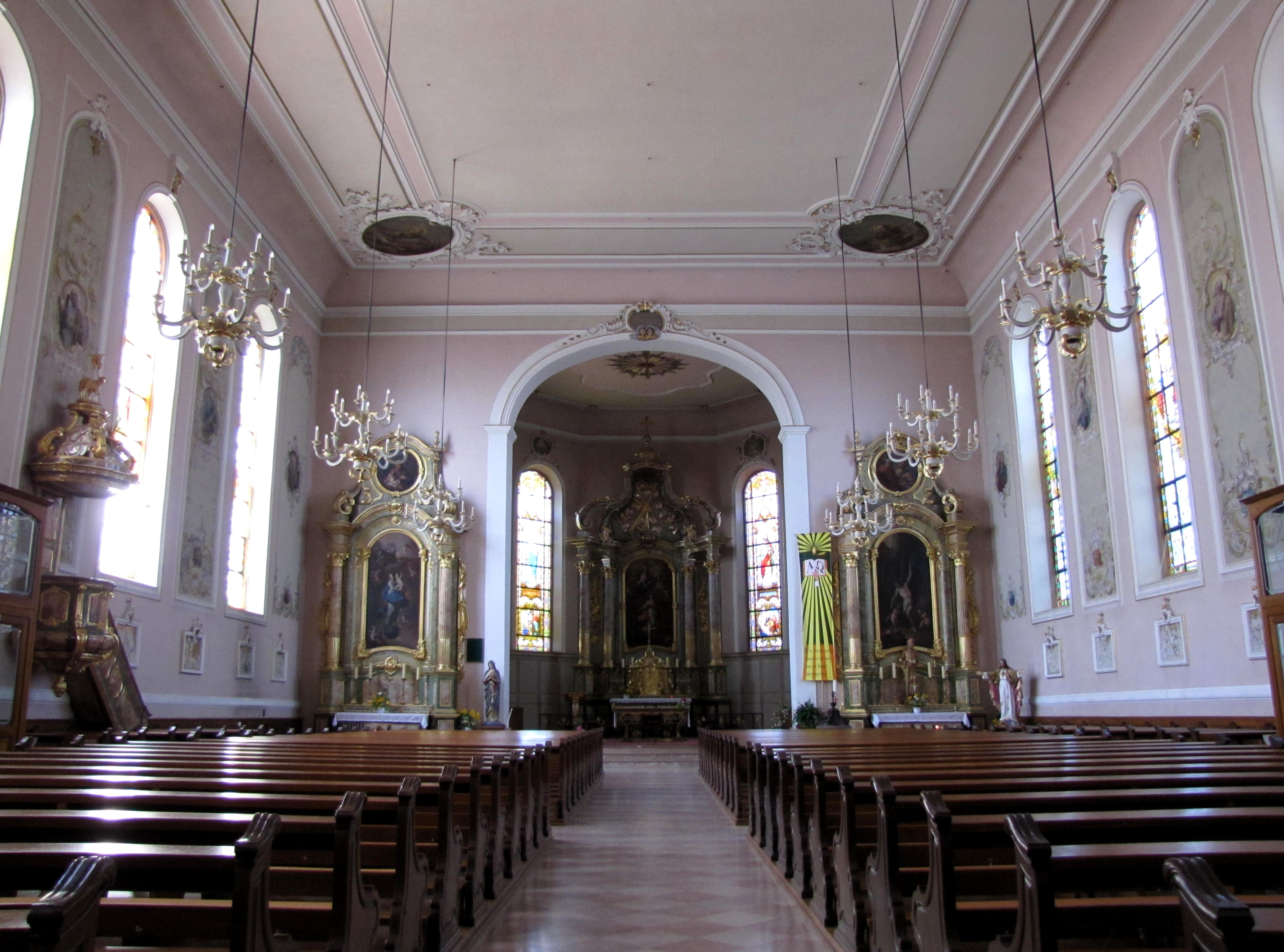
Vue intérieure de la nef vers le chœur
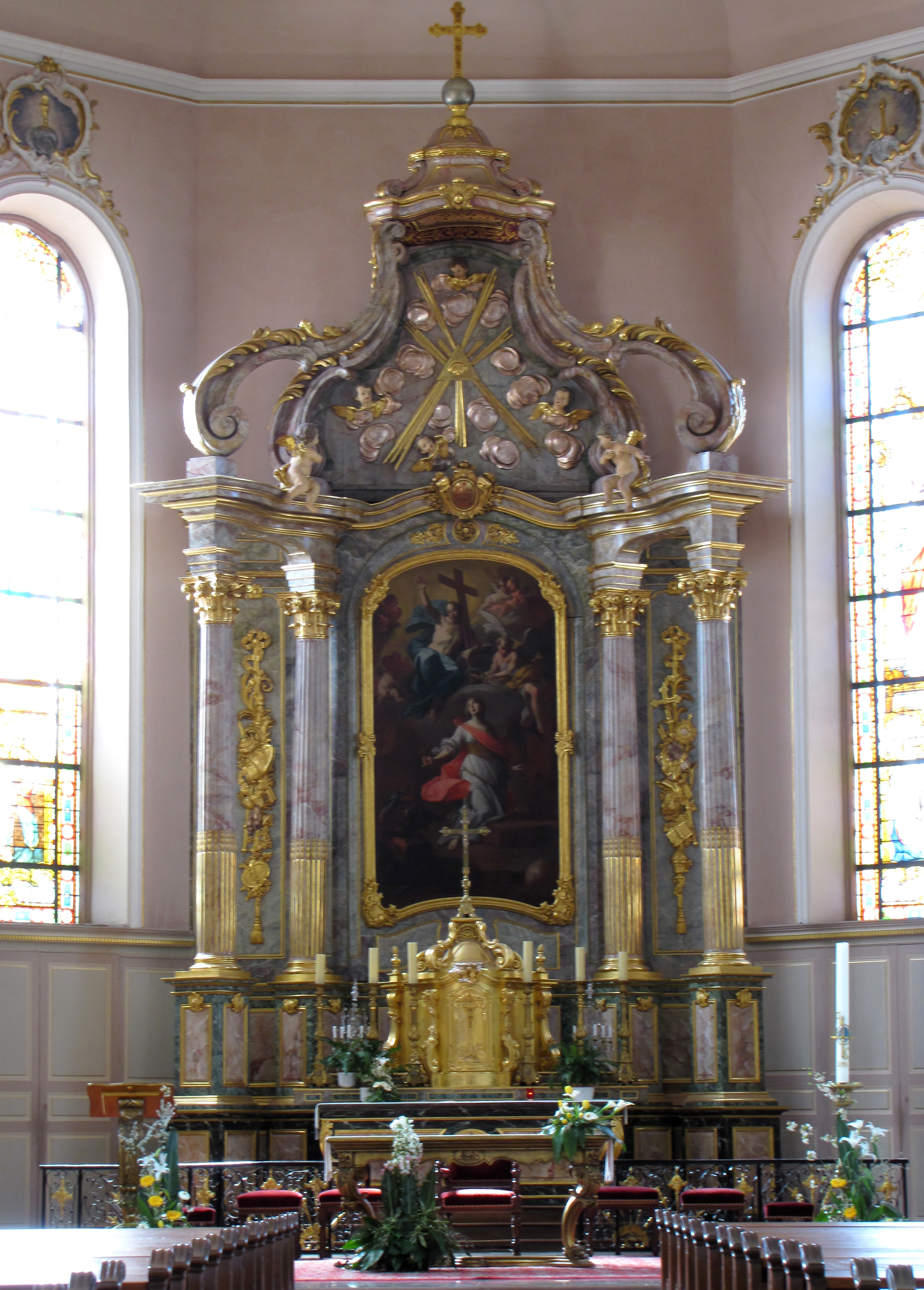
Chœur et maître-autel (1771)
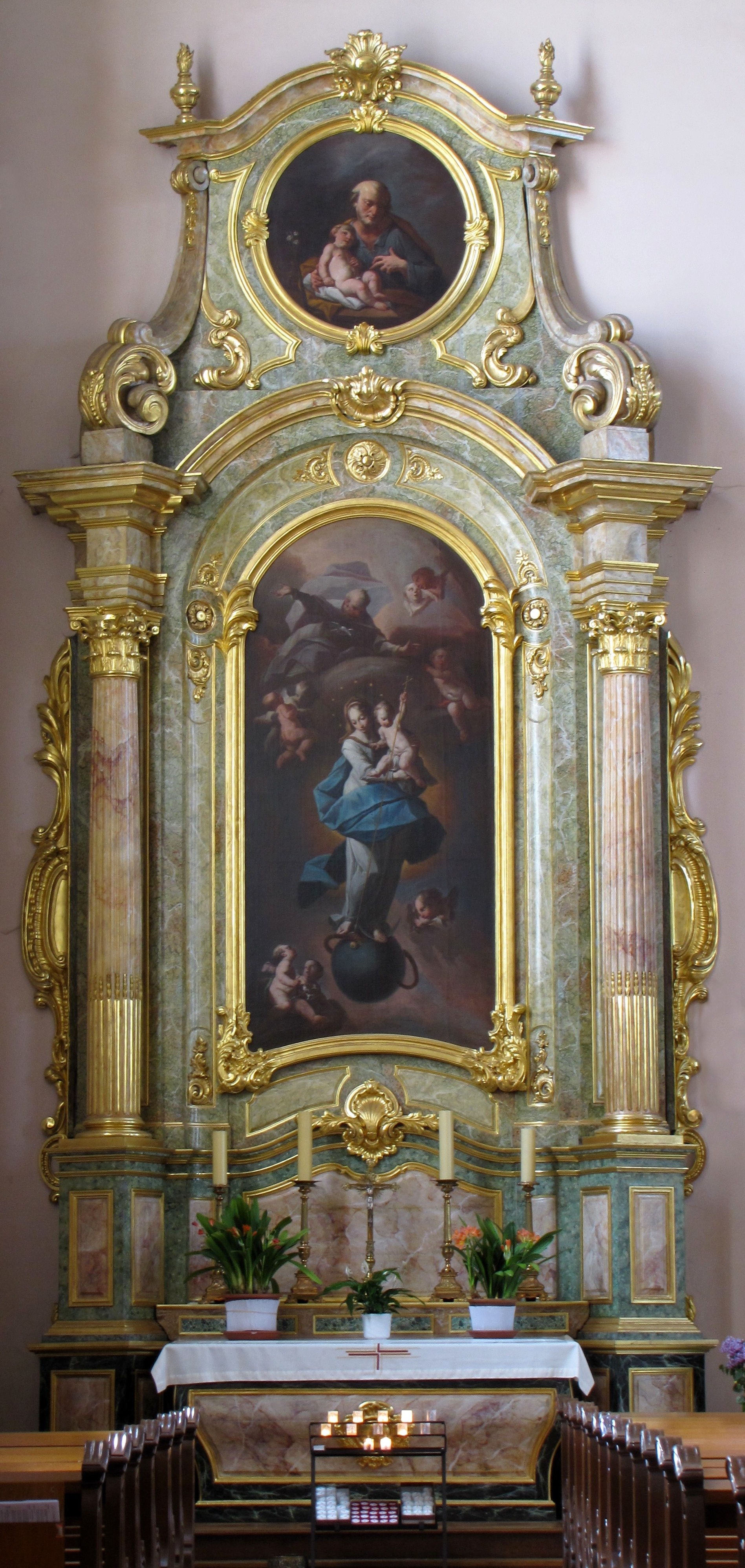
Autel de la Vierge à l'enfant (1772)
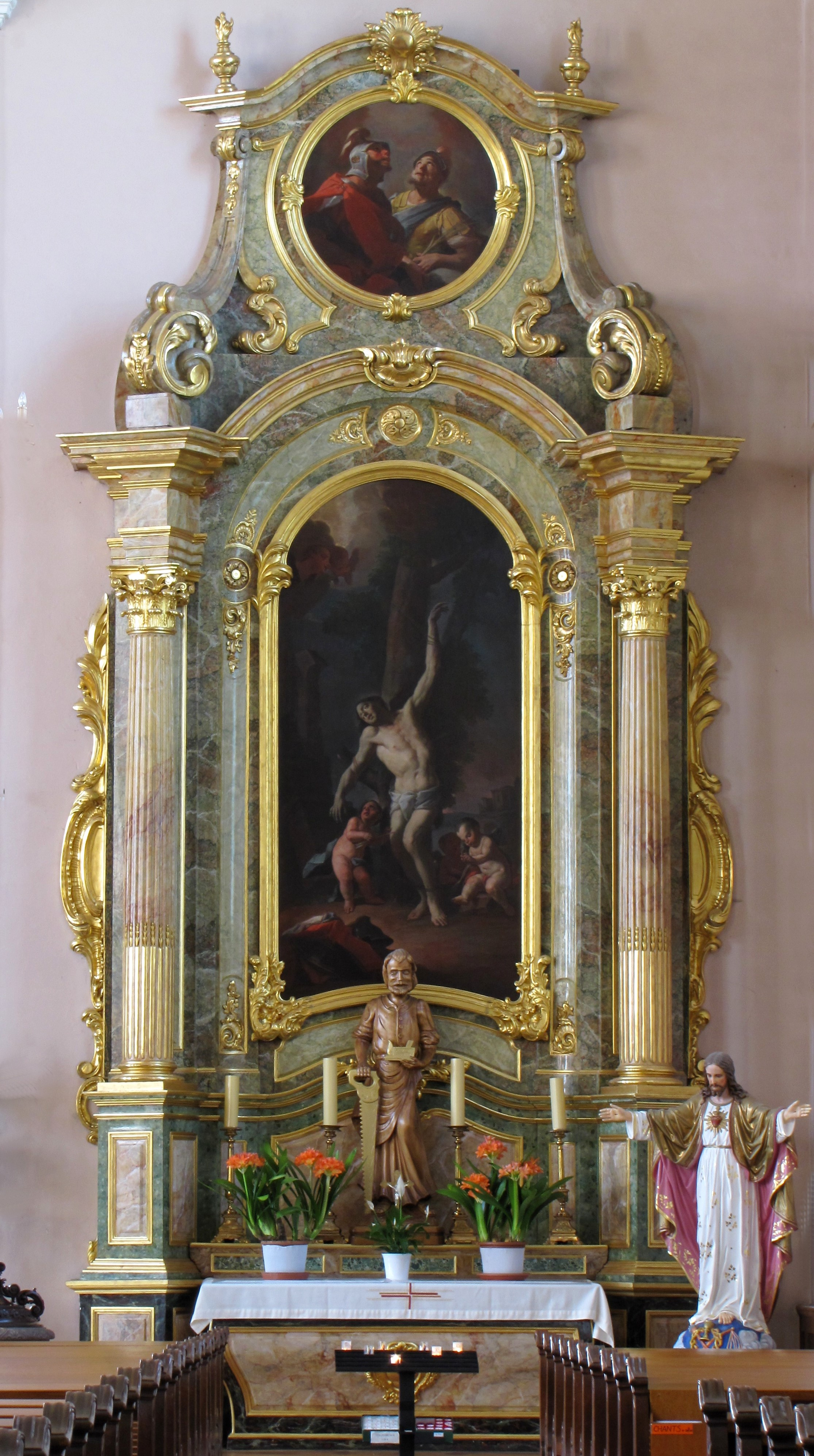
Autel de saint Sébastien (1772)
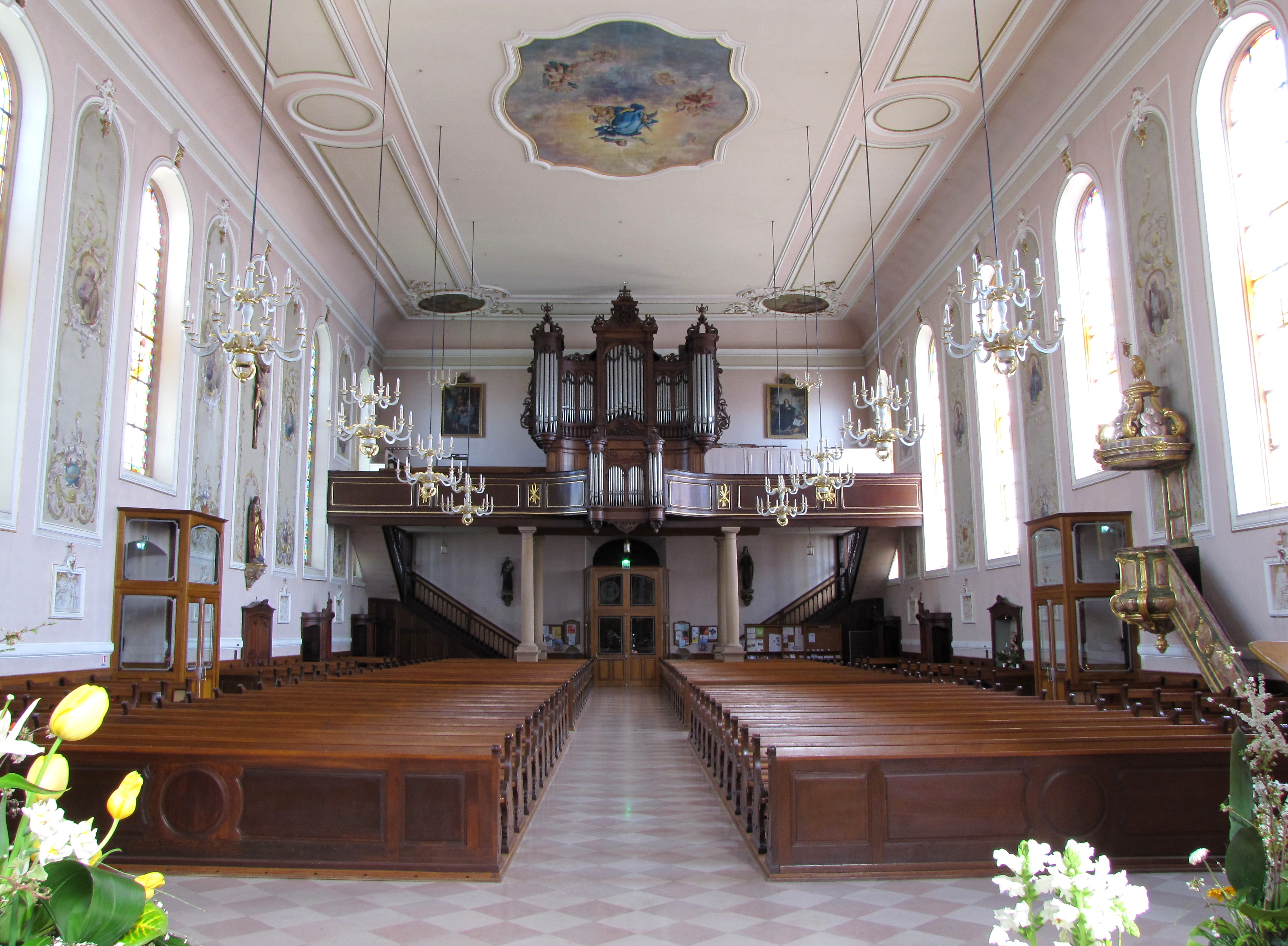
Vue intérieure de la nef vers la tribune d'orgue
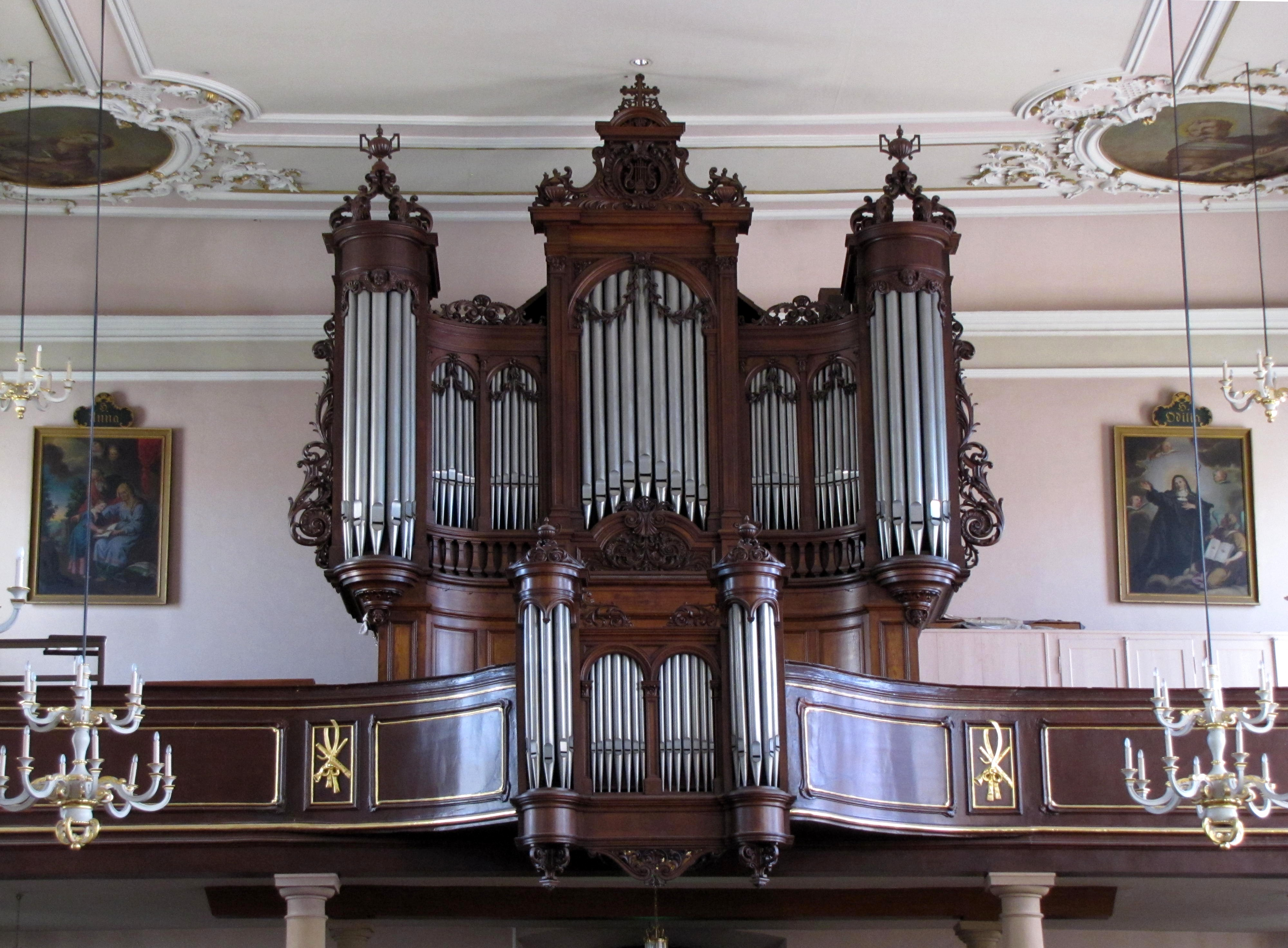
Orgue de tribune Martin Rinckenbach (1888)